# ペヨーテ
ペヨーテ（peyote; 学名: Lophophora williamsii (Lem. ex Salm-Dyck) J. M. Coult.）は、サボテン科ウバタマサボテン属（ロフォフォラ属）の植物。とげのない小さなサボテンで、アメリカ合衆国南西部からメキシコ中部に原産。ペヨーテはナワトル語で青虫を意味する「ペヨトル」が語源である。これは全体に青虫のような産毛が生えていることからきている。
和名のウバタマ（烏羽玉）は、ヒオウギ（緋扇）の特に果実の別名だが、この実に見立てて名がついた和菓子が存在し、本種サボテンは菓子の方に似ていることからついたようである。
ペヨーテは『メスカリン』をはじめ様々なフェネチルアミン系アルカロイドを含んでおり、アメリカ・インディアンを中心に治療薬として使用されている。メスカリンは、日本では麻薬に指定されており、使用しないことが望ましい。なお、サボテンのペヨーテ自体は、日本と多くの国では法的規制の対象にはなっていないがアメリカやメキシコの一部の地域ではペヨーテの栽培そのものが禁止されている場合がある。

## 概要・植物の特徴
ウバタマサボテン属の植物は成長がきわめて遅く、野生では地上部分の大きさがゴルフボール大になって、花をつけるようになるまでに約30年もかかることがある。栽培株はかなり成長が早いが、それでも発芽してから花をつけるまでには6年から10年が必要である。成長が遅く、また収集家やインディアン相手の「ペヨーテ・ディーラー」による乱獲も激しいことから、野生のペヨーテは絶滅が危惧されている。
ウバタマは近縁で形も似ている他のロフォフォラ属のサボテンと共に日本でも鑑賞園芸用として普通に流通しているが、栽培物は原生地の自生株よりも大型に早く育つ反面、薬効を欠くといわれ国内で幻覚剤として利用例も特に聞かれない一方で、自生株の乱獲がうち続くことになっている。

## 栽培方法
あまり栽培が困難な種類ではない。基本的な栽培方法は通常のサボテンと同じである。用土は鹿沼土や川砂、細粒赤玉土でも問題ないが「サボテン用の土」と称して販売されている土を使用しても問題ない。水やりは４月のはじめから１０月の終わり頃まで、2週間に１回から２回する。
・１１月から３月の終わりまで断水する。この期間はできるだけ日光に当てる。また、零下になっても北海道や東北のようなよほど寒い地域でない限り大した問題はない（但し多少変色する恐れはあるが春になれば治る）。気になるようなら屋内に取り込んでおけば問題ない。
・風通しはよくする。烏羽玉のモフモフとした白い毛が好きなら水やりは上から直接かけるより底面灌水を行うほうが無難である。

## 詳細・副作用と効能

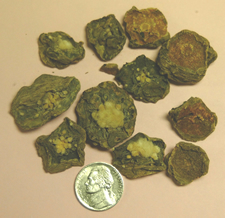
アーケータ警察（カリフォルニア州）が押収したペヨーテ・ボタン

地上に出ている円盤状の部分を地下の塊茎から切り離し、乾燥させボタン状にしたものを、そのまま噛んだり、あるいは煎じて飲むことによって、幻覚などの精神的効果が得られる。ただし、ペヨーテは非常に苦く、効果が得られる前に吐き気に襲われることが多い。頂部を切り取った塊茎からは再び地上部が再生するが、失敗すると弱って枯れてしまう。
通常、精神的効果を得るのに必要なメスカリンの量は300-500mgであり、これは乾燥ペヨーテ約5gに相当する。効果は10-12時間ほど続く。適切なセットとセッティング（心構えと環境条件）で服用すると、ペヨーテは麻薬のような、鮮やかな視覚・聴覚の共感覚を引き起こす。
ネイティブ・アメリカン・チャーチでは、インディアンたちはアルコール依存症や、様々な内的な問題、疾病の治療のためにペヨーテを用いる。ペヨーテの治療効果を期待してこれを摂取する場合には、インディアンの儀式のように、経験豊富な「ペヨーテロー」（シャーマンや呪術師のような人物）に常に付き添ってもらうことが推奨される。Handbook of the North American Indians（1910年）は、ペヨーテについてこう記述している。
「これまでの検査では、ペヨーテには様々な薬効成分が含まれていることが判明しており、インディアンがこれを万能薬とするのも無理からぬことである。この薬物はいわゆる精神的昂揚感をもたらすが、その作用はほかに知られるいかなる薬物とも異なって、全く副作用は認められない」
いくつかの限られた研究がアルコール依存症に有効であること裏付けている。また長期的なペヨーテの使用者に認知障害は見られなかった。薬物を用いていない者よりも幸福感や肯定的な影響が強かった。生涯におけるメスカリンやペヨーテの使用は、精神科の薬が処方されることが少ないことに関連している。視覚的体験が再燃するフラッシュバックについて、儀式への定期的な参加者500人へのインタビューでは報告されていない。

## 歴史と文化
ペヨーテは、記録に残る限り最も古い時代から、北メキシコのウイチョール族などのメキシコ・インディアンによって、伝統的な宗教儀式の一部として使用されてきた。ウイチョール族は年に一度、秘密結社を組織し、数日かけて徒歩で原野へ赴き、「ペヨーテを狩る」。また、儀式で得た幻覚を色鮮やかな図柄の織物にする。
16世紀の『ヌエバ・エスパーニャ諸事物概史』（スペイン語原題: Historia general de las cosas de Nueva España）には、チチメカ族は幻覚を伴う陶酔を起こすサボテンのペヨーテを常日頃食べているために、彼らはとても強く、勇気があり、そしてまた、そのために彼らはあらゆる危険から守護されると信じている、と記されている。16世紀にメキシコやペルーを征服したスペイン人宣教師は、ペヨーテをキリスト教が禁じる預言をもたらす「悪魔の根」と呼んだ。彼らはこう書き残している。
「この植物を食べるとチチメカ族は未来を見通す力をつけ、敵襲や天候、そのほかさまざまな自然現象を占うことが出来た」

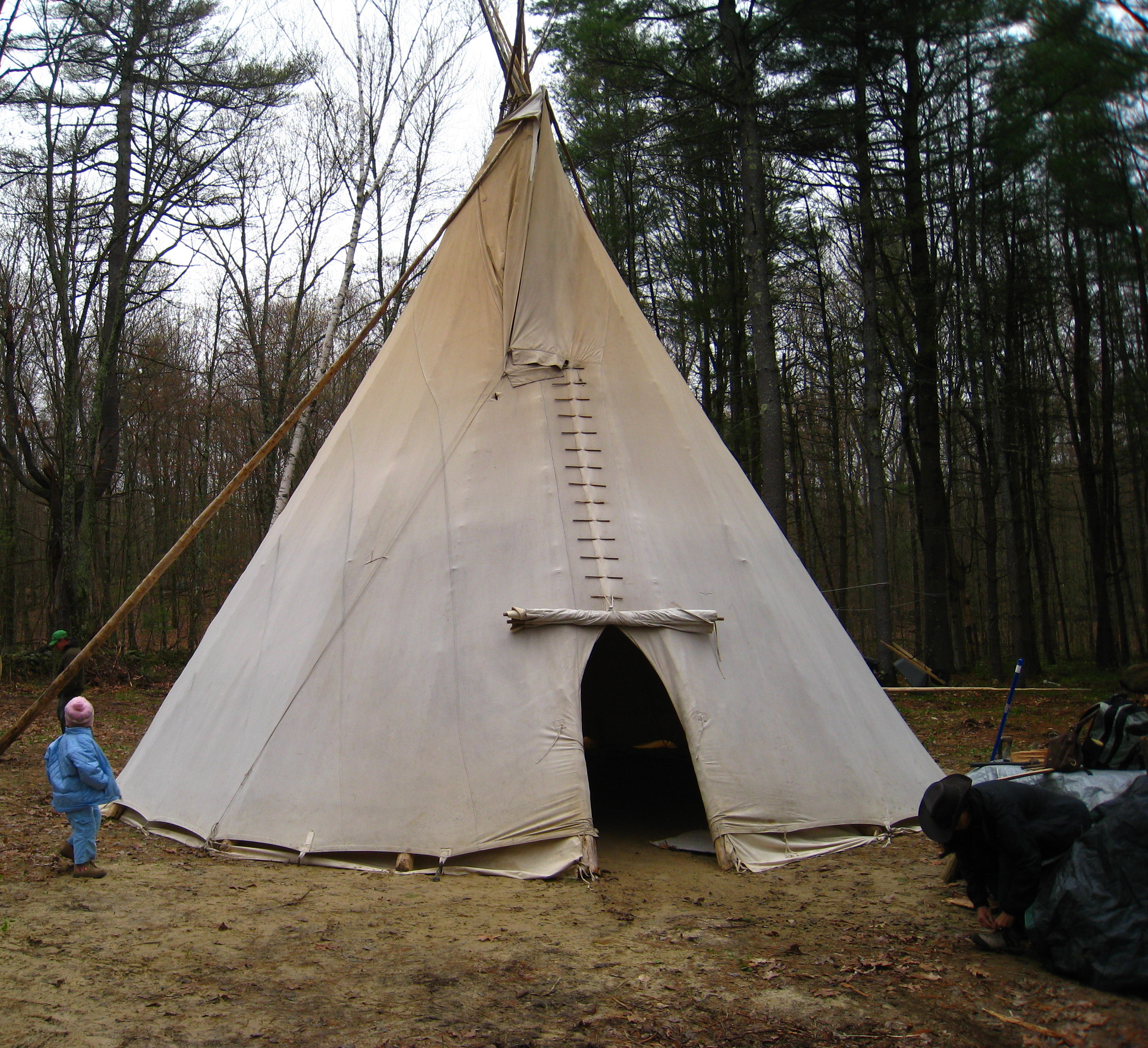
一般的なネイティブ・アメリカン・チャーチの儀式用ペヨーテ・ティピ

「ペヨーテを摂取することで霊的な治癒力を得る」、というこの慣習は1870年代に、インディアン移住法によって保留地に強制移住させられ、飢餓に陥った合衆国のネイティヴ・アメリカンたちの精神復興運動の一端として広がった。ネイティヴ・アメリカンが宗教的儀式の際に、ネイティブ・アメリカン・チャーチでペヨーテを使用することは、法的責任を免除され合法となっている。合衆国では唯一のペヨーテ自生地であるテキサスを領土としていたコマンチ族とカイオワ族がいち早くこの儀式を採り入れ、合衆国の白人の人類学者ジェームズ・ムーニーによってネイティブ・アメリカン・チャーチとして組織化された。
アメリカ合衆国のネイティヴ・アメリカンは、長年にわたって宗教儀式でペヨーテを使用することの権利を守るために戦ってきた。現在ではアラスカ州（アメリカ）からメキシコ国まで、幅広いインディアン部族がペヨーテの儀式を行っている。代表的なペヨーテ儀式の祭司には、スー族のレオナルド・クロウドッグがいる。現在のペヨーテ儀式の隆盛は、クロウドッグによるところが多い。なお、チャーチは合衆国でのペヨーテ儀式の形態であって、メキシコでは有史以前からの形態でペヨーテ儀式を行っており、両者は違うものである。
合衆国のペヨーテは減少気味で、テキサス州境では白人の「ペヨーテ・ディーラー」がおり（テキサスではペヨーテの所持・販売が自由である）、チャーチに法外な値段でペヨーテを売りつけ、価格を吊り上げていて、インディアンたちは、「白人は神聖なペヨーテをドラッグ扱いにしてビジネスの対象としている」とこれを批判している。このため、インディアンたちは独自にペヨーテの自生地（ペヨーテ・ガーデンズ）を確保して採集している。彼らインディアンがこれを採集する際は、白人のように根こそぎ掘るのではなく、再び育つよう上部のみを切り取る。現在も、ペヨーテ採集のために、全米のインディアンたちがその自生地である「ペヨーテ・ガーデンズ」を訪れている。
合衆国憲法がインディアンの宗教の自由を1980年代に再認定していった後も、ペヨーテ儀式を行うインディアンたちは白人の連邦保安官によって「不当逮捕」されることがままあった。一度ナバホ族の保留地で、クロウドッグ夫妻がナバホ族に招かれて儀式を行った際に、変装して儀式に入り込んでいた白人保安官が「全員を逮捕」するという事件があった。裁判で争われたこの事件は、「インディアン側の全面無罪」という歴史的判例となっている。1994年にアメリカ連邦法は、インディアンの信仰の自由に関する法律で、「誠実な宗教的儀式」の一部として、チャーチのペヨーテの儀式で用いる場合にのみ、インディアン以外の「アメリカ先住民」を含まない、「インディアン民族にだけ」特別にペヨーテの収穫・売買・所持・消費を認めている。ただし栽培は認めていない。ペヨーテ儀式を取り扱うインディアンの呪い師は、連邦政府が発行する認可証を所持し、これに臨むのである。
1970年代に作家で文化人類学者のカルロス・カスタネダが、著作『ドン・ファンの教え』で紹介したことにより、白人のニュー・エイジ層を中心に、ペヨーテへの興味は再燃した。カスタネダにペヨーテの使用法を指導したとされるヤキ・インディアンの「ドン・フアン・マトゥス」は、自省のために人がペヨーテを使用したときにのみ感知できる「ある存在」を「メスカリト」と呼んでいた。しかし、後年のカスタネダの著作では、「高められた新世界」に到達するには、このような精神作用を持つ薬物は必要ないとしており、一般的方法としてのペヨーテを使用は強調していない。カスタネダの著作は後年の人類学的研究により、その信憑性は否定されており、いかなる動機の元に行われたが不明だが、創作であったと一般に考えられている。
ネイティブ・アメリカン・チャーチは、ペヨーテを霊の薬と呼び、様々な疾病やアルコール依存症、他の社会的病理と戦うために使用する。儀式（ペヨーテ・ミーティング）はたいてい、「ペヨーテ・ティピー」の中で夜間から明け方にかけ行われ、呪い師がペヨーテを切り分けて、水を挿みながらこれを食べ、またはお茶にして飲むことで進められる。味は不味く、喉につかえるので、吐きたくなれば吐いてもよく、そのための缶も用意される。リチャード・アードスは、「キリスト教で、聖餐を受けるようなもの」と喩えている。キリスト教との習合色も強く、聖書の一節が読み上げられることもある。チャーチは水鳥を象徴とし、参加者は赤と青の二色に分かれたショールを身にまとう。このチャーチはのペヨーテ儀式には平原式と南部式とあり、平原式では、炭火を見守る儀式の進行役は「ロード・チーフ」と呼ばれ、シダーの粉を火にくべて香を焚きこむ「シダー・チーフ」、入口で参加者を案内する係と、太鼓をたたく者の数人で儀式は行われる。

## メスカリンを利用した著名人
- ジェリー・ガルシア
- ケン・キージー
- カルロス・サンタナ
- ハンター・S・トンプソン (Hunter S. Thompson)
- ジャン＝ポール・サルトル
- エルンスト・ユンガー [7]
- レオ・ケニー (Leo Kenney)[8]